# Sipunculus saccatus
Sipunculus saccatus är en stjärnmaskart som beskrevs av Carl von Linné den yngre 1767. Sipunculus saccatus ingår i släktet Sipunculus och familjen Sipunculidae. Inga underarter finns listade i Catalogue of Life.